# データゼネラルAOS
Data General AOS (Advanced Operating Systemの略称)は、データゼネラル社の 16ビット Eclipse C、M、S ミニコンピュータ用のオペレーティングシステムのファミリーの名前であり、その後に AOS/VS、AOS/RT32 (1980年)、および32ビット Eclipse MV ライン用の AOS/VS II (1988年) と続いた。 

## 概観
AOS/VS は Eclipse MV ハードウェアの 8 つのリング保護アーキテクチャを利用しており、リング 7 は最も特権が少なく、リング 0 は最も特権が多い。AOS/VS カーネルはリング 0 で実行され、仮想アドレス変換に関連するデータ構造のためにリング 1 アドレスを使用していた。リング２は未使用で、カーネルが将来使用するために予約されていた。AOS/VS カーネルのシステムコール検証の多くを実行したエージェントや、一部の I/O バッファリング、および多くの互換性機能は、各プロセスのリング 3 で実行された。リング 4 は INFOS II DBMS のような様々な DG 製品によって使用された。リング 5 と 6 はユーザプログラム用に予約されていたが、MV/UX インナーリングエミュレータや Oracle などの大規模なソフトウェアがリング 5 を使用する以外はほとんど使用されなかった。すべてのユーザプログラムはリング 7 で実行された。 
AOS ソフトウェアは、競合する PDP-11 オペレーティングシステムよりもはるかに高度なものであった。16ビットの AOS アプリケーションは、32ビットの Eclipse MV ライン上の AOS/VS と AOS/VS II の下でネイティブに実行された。AOS/VS (Advanced Operating System/Virtual Storage) は、最も一般的に使用されている DG ソフトウェア製品であり、複雑なスクリプト、DUMP/LOAD、およびその他のカスタムコンポーネントを可能にするコマンドラインインタプリタ (CLI) が含まれていた。 
CLI の16ビット版は、Colossal Cave Adventure  ゲームから直接取得したイースターエッグが含まれていることで有名である。ユーザーがコマンド「xyzzy」を入力すると、CLI から「Nothing Happens」というレスポンスが返される。32ビット版の CLI が AOS/VS II で利用できるようになると、同じコマンドは「Twice As Much Happens」を報告した。 
AOS/VS の下でホストされた MV/UX と呼ばれる System V.2 Unix の修正版も利用可能であった。DG/UX と呼ばれる System V Unix の修正版が Eclipse MV ラインと後の 88K と x86 AViiON マシン用に作られた。 
AOS と AOS/VS カーネルはすべてアセンブリ言語で記述されていた。オペレーティングシステムのリリースに含まれるほとんどすべての AOS と AOS/VS ユーティリティは、PL/I プログラミング言語の変種で書かれていた。当初は、AOS/VS ユーティリティは AOS のソース開発に密接に追従していた。AOS/VS が成熟するにつれ、DG が提供する多くのユーティリティは、32ビットアドレス空間を利用してアセンブリ言語への依存度を減らすために書き換えられ、その結果、AOS の祖先と比較してしばしば機能性、性能、信頼性が大幅に向上した。 

## セッション
```
**** Atari S/W Development HCD1 / BATCH OUTPUT FILE ****

AOS/VS  3.07 / EXEC  3.07	19-JAN-84	10:11:01	
QPRI=254	SEQ=31324
INPUT FILE -- :UDD:SYSTEMS:850:?031.CLI.004.JOB (WILL BE DELETED AFTER PROCESSING)
LIST FILE  -- :QUEUE:NORDIN.LIST.31324

--------
LAST MESSAGE CHANGE	12-JAN-84	16:06:08

		Atari S/W Development System HCD1

Backup schedule (system shut down): Saturday  21-Jan-84  9:30-11:30am

Refer to HELP *COMMANDS, HELP *PSEUDO, HELP, APHELP, and ?MHELP.

Refer to DISP FUNC in SED for list of default function key commands.

--------
LAST PREVIOUS LOGON	19-JAN-84	10:09:45
* searchlist :UDD:NORDIN:UTIL :UDD:NORDIN:LINKS :C :UTIL :

AOS/VS CLI   REV 03.03.00.00	19-JAN-84	10:11:05
Ý SEARCHLIST :UDD:SYSTEMS:UTIL,:UDD:NORDIN:UTIL,:UDD:NORDIN:LINKS,:C,:UTIL,:
Ý DIRECTORY :UDD:SYSTEMS:850
Ý DEFACL SYSTEMS,OWARE,A.JOE,OWARE,A.OLIVIA,OWARE,ARKEN,OWARE,BLOTCKY,OWARE,NORDIN,OWARE,TITTSLER,OWARE,FOWKES,OWARE
Ý CAMAC R850AMAC H=R850AMAC.OBJ L=R850AMAC.PRN R=F SL=132 

ATARI CAMAC Assembler Ver  1.0A
Copyright 1981 ATARI Inc.

Enter source file name and options

d:R850AMAC  h=d:R850AMAC.OBJ l=d:R850AMAC.PRN R=F SL=132           

  Pass 1 - Reading D1:R850AMAC.   
  Pass 2 - Reading D1:R850AMAC.   

  no ERRORs,  669 Labels, $67E8 free.
�

ATARI CAMAC Assembler Ver  1.0A
Copyright 1981 ATARI Inc.

Enter source file name and options

Ý 
Ý 
END OF FILE
AOS/VS CLI   TERMINATING	19-JAN-84	10:12:06

PROCESS 42 TERMINATED 
ELAPSED TIME  0:01:06
(OTHER JOBS, SAME USERNAME)
USER 'NORDIN' LOGGED OFF 	19-JAN-84	10:12:07

****
* LIST FILE EMPTY, WILL NOT BE PRINTED
****

```